# Personent hodie

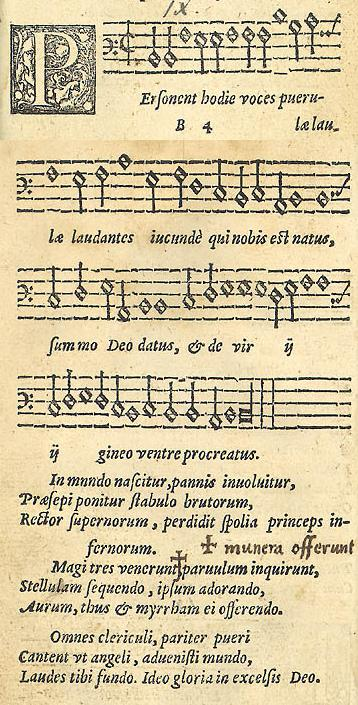
Personent hodie na edição de 1582 edition do Piae Cantiones.

Personent hodie é uma cantiga de Natal publicada no livro de canções finlandês do ano de 1582, intitulado Piae Cantiones. Piae Cantiones possui 74 canções medievais com textos em latim colectados por Jaakko Suomalainen, um clérigo luterano sueco e publicado por T.P. Rutha.
O livro de canções teve a sua origem nas livrarias das escolas musicais catedralícias, cujo repertório tinha ligações fortes com Praga medieval, onde os estudantes clericais da Finlândia e Suécia haviam estudado por gerações.
A melodia encontrada num manuscrito de 1360 com origem na cidade de Moosburg, na Alemanha, é altamente similar e é deste manuscrito que a canção é usualmente datada.

## Texto
O texto fala do nascimento de Jesus e da chegada dos reis magos a Belém. De notar o uso da fórmula Gloria in excelsis Deo:
Personent hodie

voces puerulae,

laudantes iucunde

qui nobis est natus,

summo Deo datus,

et de virgineo ventre procreatus
In mundo nascitur,

pannis involvitur

praesepi ponitur

stabulo brutorum,

rector supernorum.

perdidit spolia princeps infernorum.
Magi tres venerunt,

parvulum inquirunt,

Bethlehem adeunt,

stellulam sequendo,

ipsum adorando,

aurum, thus, et myrrham ei offerendo
Omnes clericuli,

pariter pueri,

cantent ut angeli:

advenisti mundo,

laudes tibi fundo.

ideo gloria in excelsis Deo.
Omnes clericuli,

pariter pueri,

cantent ut angeli:

advenisti mundo,

laudes tibi fundo.

ideo gloria in excelsis Deo.

## Tradução literal
Ressoem hoje

as vozes das crianças,

louvando com alegria

Àquele que nos nasceu,

dado pelo Deus Altíssimo

e concebido em um ventre virginal.

Ele veio ao mundo,

envolto em faixas

e colocado em uma manjedoura

em um estábulo para animais,

o Senhor dos Céus.

E o Príncipe do Inferno perdeu seus despojos.

Chegaram três magos,

trazendo presentes,

e procuraram o Pequenino,

seguindo uma estrela,

para adorá-lo

e oferecer-lhe ouro, incenso e mirra.

Que todas as Ordens menores

e também os meninos do coro

cantem como anjos:

"Por vosso Advento, Senhor,

Entoamos louvores à Vós.

Portanto, glória a Deus nas alturas!"